# Tom Plant
Thomas John „Tom” Plant (ur. 6 listopada 1957 w Milwaukee) – amerykański łyżwiarz szybki, brązowy medalista mistrzostw świata.

## Kariera
Największy sukces w karierze Tom Plant osiągnął w 1980 roku, kiedy zdobył brązowy medal podczas mistrzostw świata w wieloboju sprinterskim w West Allis. W zawodach tych wyprzedzili go jedynie jego rodak Eric Heiden oraz Kanadyjczyk Gaétan Boucher. Był to jednak jedyny medal wywalczony przez niego na międzynarodowej imprezie tej rangi. W tej samej konkurencji był też między innymi dziesiąte sprinterskich mistrzostwach świata w Inzell. W 1980 roku brał też udział w igrzyskach olimpijskich w Lake Placid, gdzie w swoim jedynym starcie, biegu na 1500 m, zajął siedemnaste miejsce.
Jego szwagierka, Mary T. Meagher, reprezentowała USA w pływaniu.